# ドウグラス・ロペス
ドウグラス・ロペス（Douglas López、1998年9月21日 - ）はコスタリカのサッカー選手。ポジションはDF。

## 経歴

### クラブ
2018年7月22日のデポルティーボ・サプリサ戦でデビュー。
2021年10月、サントス・デ・グアピレスFCとの契約満了後にCSエレディアーノに加入することが発表された。翌年6月に正式に加入し、2025年までの契約を結んだ。

### 代表
2022年3月30日のアメリカ代表戦でA代表デビュー。
2022 FIFAワールドカップの本大会メンバーにも選出された。

## 代表歴

### 出場大会
- コスタリカ代表
  - 2022 FIFAワールドカップ

### 試合数
- 国際Aマッチ 3試合 0得点（2022年）[6]

| コスタリカ代表 | 国際Aマッチ | 国際Aマッチ |
| 年             | 出場        | 得点        |
| -------------- | ----------- | ----------- |
| 2022           | 3           | 0           |
| 通算           | 3           | 0           |